# Gołąb somalijski
Gołąb somalijski (Columba oliviae) – gatunek średniej wielkości ptaka z rodziny gołębiowatych (Columbidae). Występuje endemicznie w północnej i północno-wschodniej Somalii.
Taksonomia
Gatunek ten został po raz pierwszy opisany w 1918 roku przez Stephensona Roberta Clarke’a pod obecną nazwą naukową. Holotyp stanowił okaz złapany 5 października 1917 osiem mil na południe od Berbery przez G.F. Archera i dostarczony do Muzeum Brytyjskiego.
Biotop
Według oryginalnego opisu gatunek ten występuje na wysokości ok. 213–609 m n.p.m., na skałach wapiennych i nigdy nie został dostrzeżony dalej niż kilkaset jardów od nich.
Morfologia
Całkowita długość wynosi 28 cm, w tym ogona 107 mm, dzioba 22 mm. Skrzydło mierzy 205 mm, skok 30 mm. Przypomina gołębia siniaka. Upierzenie w większości jasnoszare, ciemniejsze na kuprze. Zakończenie lotek II rzędu czarniawe. Obrączka oczna czerwona, podobnie jak i tęczówka. Przez sterówki biegnie czarny pas.
Ekologia i zachowanie
Gołąb somalijski jest ostrożny i płochliwy, trudny do zauważenia w otwartym terenie. Porusza się w grupkach pięciu do sześciu osobników. Żywi się ziarnami zbieranymi z ziemi. Według oryginalnego opisu od kwietnia do sierpnia ptaki opuszczają rejony nadmorskie z powodu zbyt wysokich temperatur i nie jest jasne, gdzie migrują; prawdopodobnie okres lęgowy przypada na styczeń i luty. W północno-zachodniej Somalii w maju odnaleziono jedno zepsute jajo.
Status i zagrożenia
Od 1994 roku gatunek przez IUCN klasyfikowany był jako narażony na wyginięcie (VU – Vulnerable), w 2000 roku przyznano mu status gatunku niedostatecznie rozpoznanego (DD – Data Deficient), a od 2024 roku jest uznawany za gatunek najmniejszej troski (LC – Least Concern). Brak informacji na temat liczebności, jednak jest to gatunek prawdopodobnie rzadki. Możliwe, że dzieje się to z powodu zajmowania jego siedlisk przez gołębia okularowego (Columba guinea); potencjalne zagrożenie mogą też stanowić działania wojenne.